# Royal Dream
Royal Dream, född 2005, är en fransk varmblodig travhäst. Han tränades av Philippe Moulin och kördes av sin uppfödare Jean-Philippe Dubois.
Royal Dream tävlade åren 2009–2013. Han sprang in 1,6 miljoner euro på 55 starter varav 22 segrar, 10 andraplatser och 3 tredjeplatser. Han tog karriärens största seger i Prix d'Amérique (2013). Han segrar även i stora lopp som Prix Constant Hervieu (2011), Prix de France (2012), Prix de Belgique (2012), Prix de Lille (2012) och Prix Kerjacques (2013).
Han debuterade i lopp den 13 september 2009 på travbanan i Châteauroux. Han var obesegrad i karriärens sju första starter.